# Willem Fillastre de Jonge

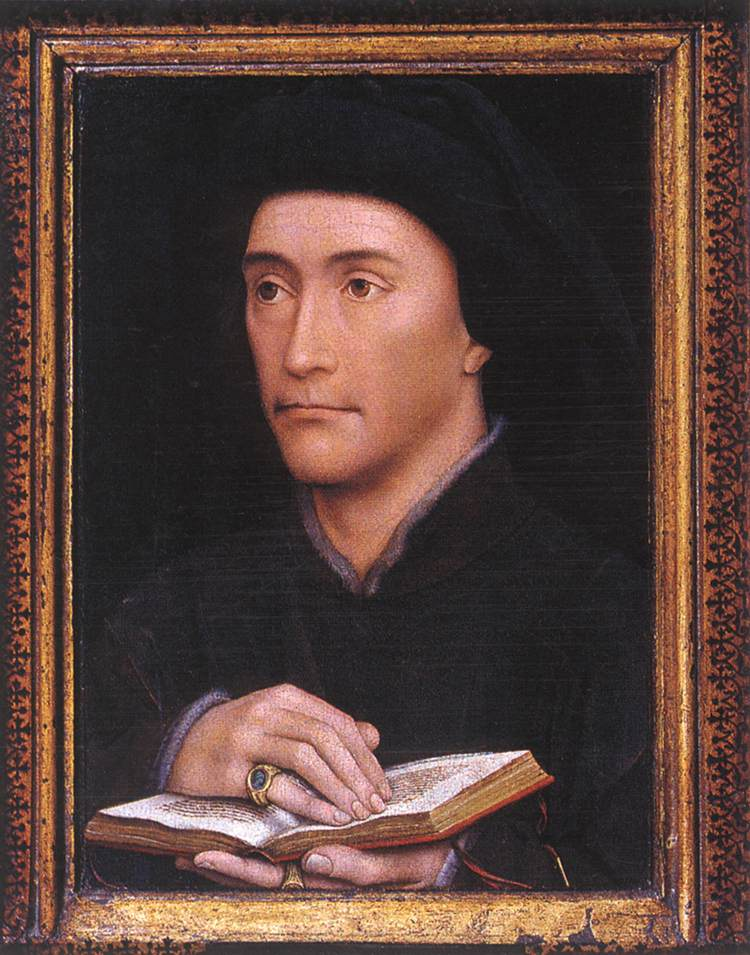
Portret Guillaume Fillastre, ca. 1440, door Rogier van der Weyden

Willem Fillastre, de Jonge, ook Guillaume Fillâtre, (ca. 1400, – Gent, 22 augustus 1473) was een benedictijn, bisschop en raadgever aan het hof van koning René van Anjou van Sicilië en vanaf 1440 van de hertogen van Bourgondië Filips de Goede en Karel de Stoute.

## Levensloop
Hij was een bastaardzoon van kardinaal Guillaume Fillastre of Willem Fillastre de Oude en van een onbekende moeder. Hij werd geplaatst bij de benedictijnen in de abdij van Châlons-en-Champagne en mocht studeren aan de universiteit van Bologna.
Hij werd abt van de abdij Saint-Thierry in Reims, en later abt van de Sint-Bertijnsabdij in Sint-Omaars. Daarnaast was hij van 1437 tot 1448 bisschop van Verdun, van 1448 tot 1461 bisschop van Toul in Lotharingen en ten slotte van 1461 tot zijn dood bisschop van Doornik.
Hij was ook voorzitter van de Bourgondische Raad van State en de tweede kanselier van de Orde van het Gulden Vlies. Filips de Goede stuurde hem in 1463 naar paus Pius II. Hij moest er verkrijgen dat de hertog ontslagen werd van zijn eed om het Heilig Land te bezoeken. Bij de uitvaart van Filips de Goede in 1467 hield hij de lijkrede. In 1468 hield hij in Brugge de openingsrede voor het eerste kapittel van het Gulden Vlies dat door Karel de Stoute werd bijeengeroepen.
In 1458 overhandigde hij aan Karel de Stoute de eerste bladzijden van zijn Traktaat over de Orde (le premier livre de la toison d'or), die door Karels vader, Philips de Goede, gesticht was. Zijn driedelig werk over de orde was klaar in 1473.
Hij liet heel wat rijke legaten na ten gunste van het bisdom Doornik. In zijn opdracht werd door Simon Marmion een altaarstuk geschilderd voor de Sint-Bertijnsabdij in Sint-Omaars. Dit werk van Marmion bevindt zich nu in twee musea, namelijk in Londen en in Berlijn.

## Publicaties
- Chronique de l'histoire de France, Parijs, 1517.
- Histoire de la Toison d'Or, Parijs, 1517.